# Unione Nazionale per la Democrazia e il Progresso (Camerun)
L'Unione Nazionale per la Democrazia e il Progresso (in francese: Union nationale pour la démocratie et le progrès - UNDP) è un partito politico camerunese di orientamento liberista fondato nel 1991 da Bello Bouba Maigari, già Primo ministro dal 1982 al 1983.
Sostiene le politiche di Paul Biya, Presidente della Repubblica dal 1982.

## Risultati
| Elezione          | Seggi    |
| ----------------- | -------- |
| Parlamentari 1992 | 68 / 180 |
| Parlamentari 1997 | 13 / 180 |
| Parlamentari 2002 | 1 / 180  |
| Parlamentari 2007 | 6 / 180  |
| Parlamentari 2013 | 5 / 180  |
| Parlamentari 2020 | 7 / 180  |